# Bombardement du convoi civil de Koupiansk
Le bombardement du convoi civil de Kupiansk est un massacre délibéré de civils ukrainiens perpétré par l'armée russe le 25 septembre 2022 sur l'autoroute Kurylivka-Pishchane près de Koupiansk, dans l'oblast de Kharkiv, en Ukraine. Vingt-six civils ont été tués, dont la moitié étaient des enfants.
À cette époque, le tronçon de route se trouvait en "zone grise",. L'armée ukrainienne n'a pu se rendre sur les lieux que le 1er octobre 2022.

## Histoire
Fin septembre 2022, les forces armées ukrainiennes ont lancé une attaque offensive pour libérer le territoire occupé par la Russie dans la région de Kharkiv. La ville de Koupiansk-Vouzlovyï et les villages voisins ont été libérés le 27 septembre.
Trois jours plus tard, le 30 septembre, des soldats ukrainiens ont retrouvé les corps de civils à la périphérie du village de Kurylivka. Les cadavres ont été découverts dans six voitures et une camionnette qui avaient été abattues et incendiées alors qu'elles tentaient de partir en direction du village de Pishchane.
À la suite des dépêches, sept témoins du drame se sont manifestés. Ils avaient réussi à s'échapper vers le village de Kivcharivka. Selon leur témoignage, le matin du 25 septembre, leur convoi d'évacuation a quitté Kurylivka en direction de Svatove, Starobilsk, par ce qu'ils croyaient être la seule route ouverte - toutes les autres routes avaient des ponts détruits, et le village était limité par une rivière et un marais. Vers 9 heures, leur colonne a été prise en embuscade par un groupe de saboteurs russes qui ont tiré sur le convoi des deux côtés. Des armes d'infanterie ont été utilisées pour tuer les blessés et ceux qui tentaient de s'échapper.
Les forces de l'ordre ont par la suite identifié toutes les victimes du cortège comme étant des résidents locaux. Parmi les morts se trouvait un transporteur qui organisait le convoi de réfugiés, il avait facturé 6 000 hryvnias par personne pour l'évacuation et était un ancien habitant de Kupyansk-Vuzlovoï,,.
Pendant la tuerie, deux enfants – 1 an et 5 1⁄2 ans – ont réussi à s'échapper. Les parents des enfants sont morts dans la colonne. Les données préliminaires indiquent qu'il y a eu environ 24 morts, dont une femme enceinte et 13 enfants. Douze des morts avaient été nommés au 20 octobre 2022,.
Une autre victime a été découverte le 17 octobre 2022 - un jeune de 19 ans a été blessé et est décédé dans un chemin forestier des suites de ses blessures après avoir marché 1,5 kilomètre. Le nombre de morts a finalement été estimé à 26 personnes, 22 personnes ont réussi à s'échapper.
Certaines des preuves matérielles (les corps des victimes et la voiture) ont été examinées par des experts français. Ils ont découvert des traces d'utilisation de 30 mm et 45 mm obus explosifs, ainsi que des grenades VOG-17 et VOG-25.

## Sources et références
1. ↑  (en) « RUSSIAN OFFENSIVE CAMPAIGN ASSESSMENT, SEPTEMBER 10 », Institute for the Study of War, 10 septembre 2022 (consulté le 2 novembre 2022)
2. 1 2  (uk) « Обстріл автоколони на Харківщині: 24 загиблих, серед них вагітна і 13 дітей », Ukrainska Pravda (consulté le 2 novembre 2022)
3. ↑  (uk) « На Харківщині звільнили Куп'янськ-Вузловий, ще 6% області – під окупацією », Ukrainska Pravda (consulté le 2 novembre 2022)
4. ↑  (uk) Тетяна Федоркова, « Російські окупанти обстріляли цивільну колону біля Куп'янська — військовий » , sur Suspilne Media,‎ 30 septembre 2022 (consulté le 18 avril 2023)
5. 1 2 3  (uk) « Розстріл автоколони під Куп'янськом: ідентифікували 12 із 26 жертв », Ukrinform (consulté le 2 novembre 2022)
6. 1 2 3 4  « "Пройшов 1,5 км та помер": правоохоронці виявили 26 жертву розстрілу колони на Харківщині », Новини України - #Букви,‎ 18 octobre 2022 (consulté le 2 novembre 2022)
7. ↑  (uk) « Знайдено 25 жертву розстрілу автоколони на Харківщині: літня жінка проповзла 200 м », Ukrainska Pravda (consulté le 2 novembre 2022)
8. ↑  (uk) « Експерти визначили, з якої зброї окупанти розстріляли колону на Харківщині », Ukrainska Pravda (consulté le 2 novembre 2022)